# Walter Durdent
Walter Durdent († 7. Dezember 1159 in Coventry) war ein englischer Geistlicher. Ab 1149 war er Bischof der Diözese Coventry. 

## Prior von Canterbury
Walter Durdent wird erstmals als Beamter im Dienst von Theobald von Bec erwähnt, der ab 1138 Erzbischof von Canterbury war. Sein Nachname bedeutet übersetzt Harter Zahn, was jedoch wohl kein Euphemismus für seine Härte war. Erzbischof Theobald beauftragte ihn mit der Überwachung der Mönche des Kathedralpriorats von Canterbury. Obwohl diese 1143 Jeremiah, einen Mönch des Kathedralpriorats, zum neuen Prior gewählt hatten, setzt Theobald, auch gegen den Widerstand des päpstlichen Legaten Heinrich von Blois Durdent als neuen Prior ein. Als Prior übernahm Durdent die alleinige Kontrolle über die Besitzungen des Kathedralpriorats. Trotz des damit sicherlich angespannten Verhältnisses zu den Mönchen lobt ihn der Chronist Gervasius von Canterbury Ende des 12. Jahrhunderts als außergewöhnlich frommen und theologisch gebildeten Prior. Andererseits hatte sich sein Vorgänger als Prior, der ebenfalls Walter hieß, als besonders unfähiger Verwalter der Güter des Kathedralpriorats erwiesen. 

## Wahl zum Bischof von Coventry
Ende 1148 erreichte die Nachricht England, dass Roger de Clinton, Bischof von Coventry, während des Zweiten Kreuzzugs im Heiligen Land gestorben war. Die Suche nach einem Nachfolger hatte erhebliche politische Bedeutung. England war durch den jahrelangen Thronfolgekrieg, der sogenannten Anarchie, politisch gespalten. König Stephan von Blois hatte es gerade geschafft, Ranulph de Gernon, 2. Earl of Chester zu unterwerfen, während Erzbischof Theobald zunehmend seine Unabhängigkeit vom König gewann. Dazu bestanden seit langem Spannungen zwischen dem Kathedralpriorat von Canterbury einerseits und dem Kathedralpriorat von Coventry und den Kanonikern der Kathedralkapitel von Chester und Lichfield, die den Bischof von Coventry wählen durften. Erzbischof Theobald berief daraufhin die Mönche aus Coventry nach Leicester, wo sie auf Drängen des Erzbischofs Walter Durdent zum neuen Bischof wählten. Gegen diese Wahl legten die Kanoniker aus Lichfield und Chester bei Papst Eugen III. Einspruch ein, da ihre Rechte bei der Wahl nicht beachtet wurden. Im Frühjahr oder Sommer 1249 reiste jedoch Lawrence, der Prior von Coventry nach Rom. Er erreichte dort, dass die Einwände der Kanoniker zurückgewiesen wurden. Damit wurde die Wahl von Durdent anerkannt, der am 2. Oktober 1149 in Coventry von Erzbischof Theobald und den Bischöfen Robert de Sigillo von London, Walter von Rochester und Galfrid von Llandaff zum Bischof geweiht und inthronisiert wurde. 

## Bischof von Coventry
Als Bischof beanspruchte Durdent Ländereien und Einkünfte, die auch das Kathedralpriorat beanspruchte. Darüber kam es zum Streit mit Prior Lawrence. Im Spätsommer 1151 reiste Durdent zusammen mit Lawrence nach Rom, wo Papst Eugen III. am 14. Februar 1152 einen Kompromiss vermittelte. Dazu bestätigte der Papst den Sitz der Diözese in Coventry. Vermutlich kehrte Durdent rechtzeitig nach England zurück, um an der Kirchenratsversammlung im Dezember 1152 teilzunehmen, auf der sich die englischen Bischöfe weigerten, Eustace, den Sohn König Stephans, als dessen Nachfolger zu krönen. Bis zum Ende des Bürgerkriegs blieb Durdent offiziell neutral, unterstützte jedoch insgeheim den Thronanwärter Henry Plantagenet sowie Earl Ranulf of Chester. Vermutlich war er bei Earl Ranulf, als dieser im Dezember 1153 starb. Henry Plantagenet belohnte Durdent für dessen Unterstützung mehrfach mit Geschenken, vor allem nachdem er 1154 als Heinrich II. englischer König geworden war. Obwohl der König Anfang 1154 Durdent noch als engen Freund bezeichnet hatte, spielte Durdent während der weiteren Regierung Heinrichs anscheinend keine größere Rolle mehr.
Aus Durdents Amtszeit sind etwa 36 Urkunden und Akten erhalten geblieben, die seine Arbeit als Bischof belegen. Vor allem nach dem Ende des Thronfolgekriegs 1153 diente Durdent mehrfach als Richter in kirchlichen Streitfällen, darunter auch im Auftrag des Papstes. Dabei war der Sachverhalt in einem Streitfall so komplex, dass er sich an Bischof Gilbert Foliot von Hereford um Rat wandte. Nach seinem Tod 1159 wurde er in Coventry begraben.